# Ferdinand Perrot
Ferdinand Victor Perrot (* 1808 in Paimbœuf; † 16. Septemberjul. / 28. September 1841greg. in St. Petersburg) war ein französischer Maler.

## Leben
Perrot wuchs in Brest auf und wurde dann in Paris Schüler des Marinemalers Théodore Gudin. Von seinen Reisen in die Bretagne und die Normandie, nach Nordfrankreich, nach England, in den Süden und schließlich 1837 nach Italien brachte er viele Gemälde, Lithografien, Croquis und Zeichnungen zu maritimen Themen mit, die er dann an zahlreichen Orten ausstellte und insbesondere 1833 im Salon de Paris.
Anfang 1840 wurde Perrot von Nikolaus I. zu einer wichtigen Arbeit nach St. Petersburg eingeladen. Vor der Abreise versteigerte Perrot 116 seiner Gemälde und einige Lithografien. Nach seiner Aufnahme in die Russische Kunstakademie erhielt er im September 1840 den Auftrag, Lithografien mit Stadtansichten anzufertigen, wofür ihm eine Wohnung im Schloss Peterhof und im Katharinenpalast zugewiesen wurde. Nach einem Jahr intensiver Arbeit starb Perrot offenbar an Darmtuberkulose als Spätfolge der Cholera in Brest 1832. Er wurde in St. Petersburg begraben.
Viele Werke Perrots verbrannten 1944 in Brest während der Schlacht um die Bretagne.

## Werke

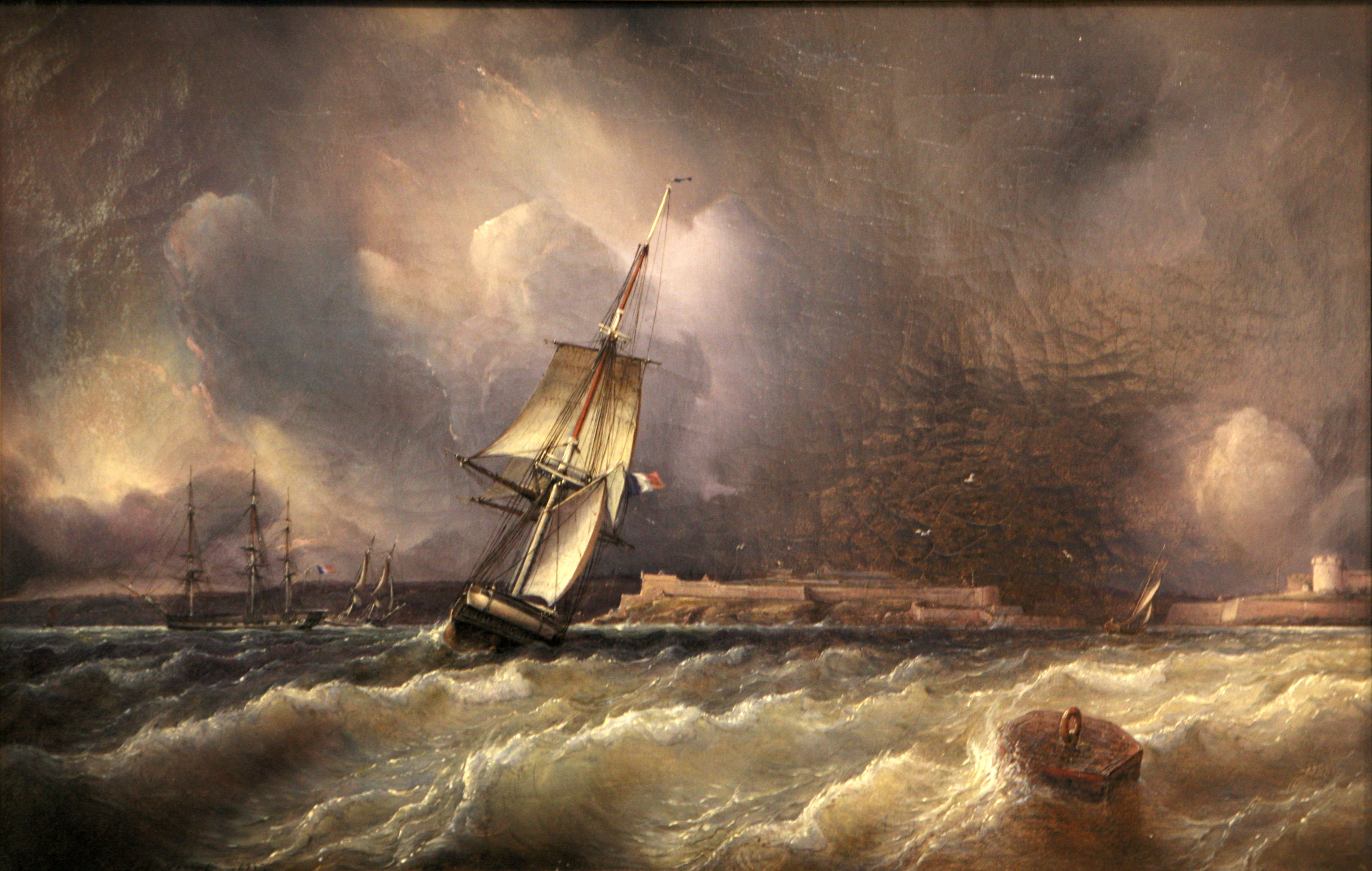
Brest (Musée des beaux-arts de Brest)
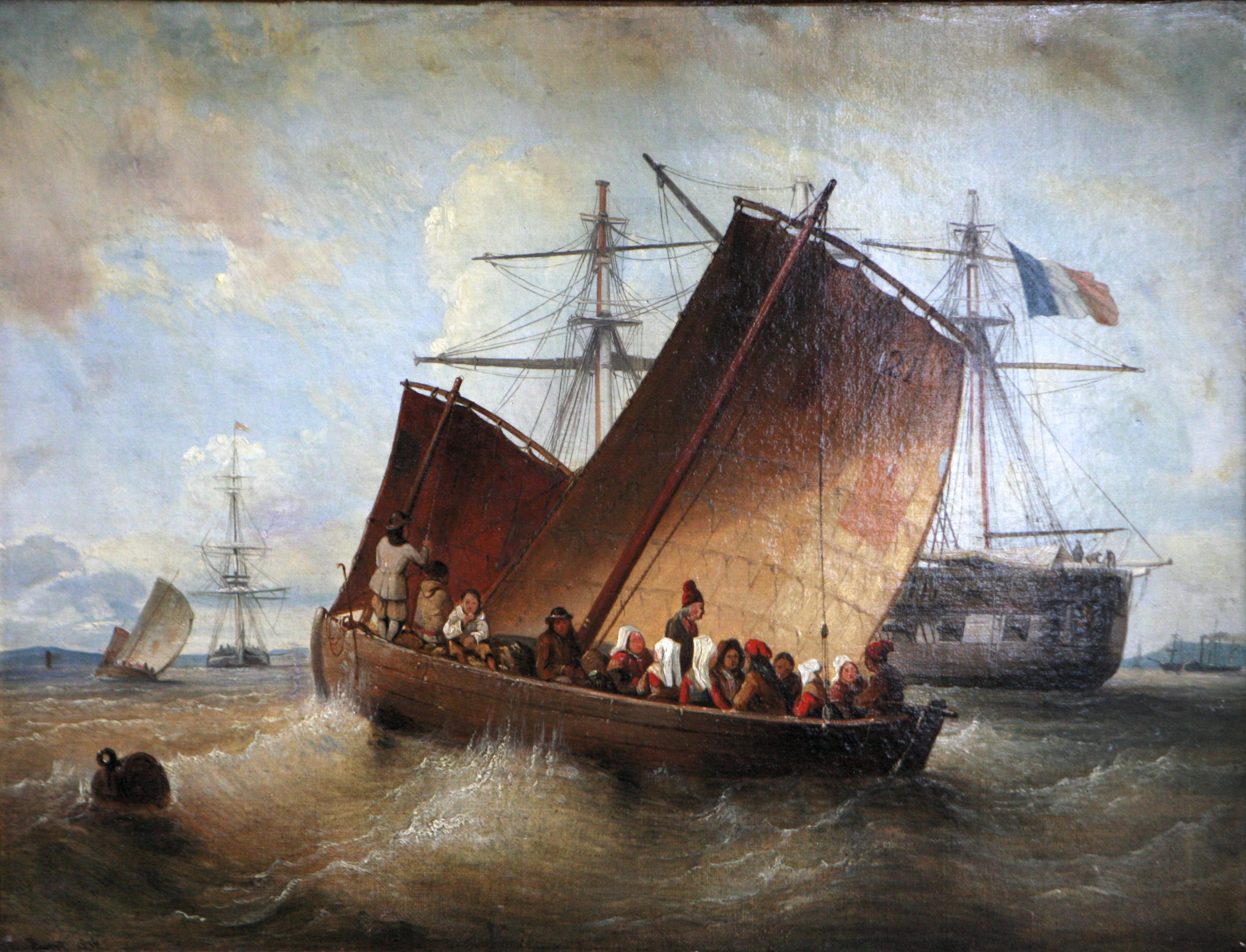
La barque de Plougastel (Musée des beaux-arts de Brest)
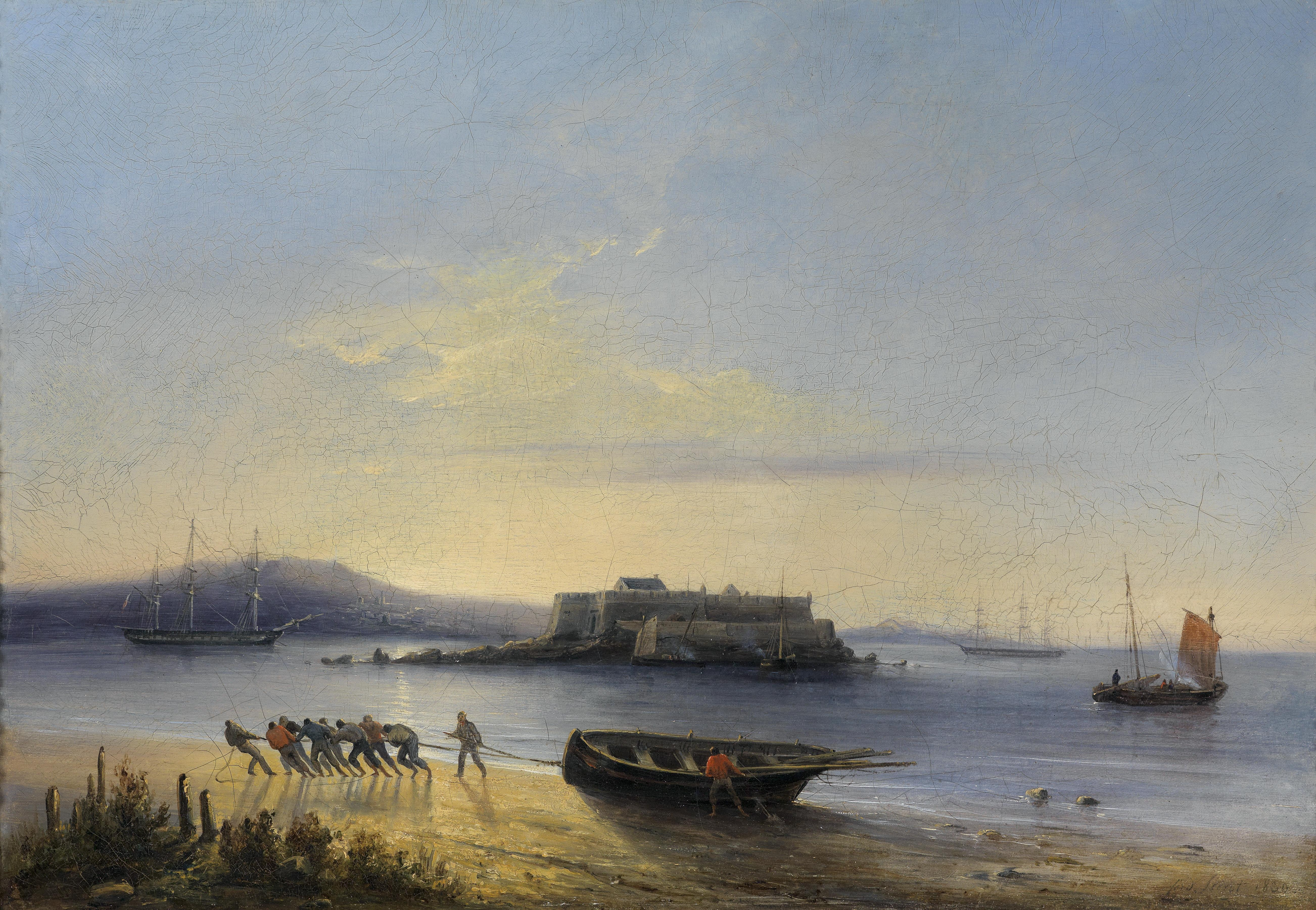
Virage de la longue barque sur la plage / De retour des pêcheurs Château d’If (1830)
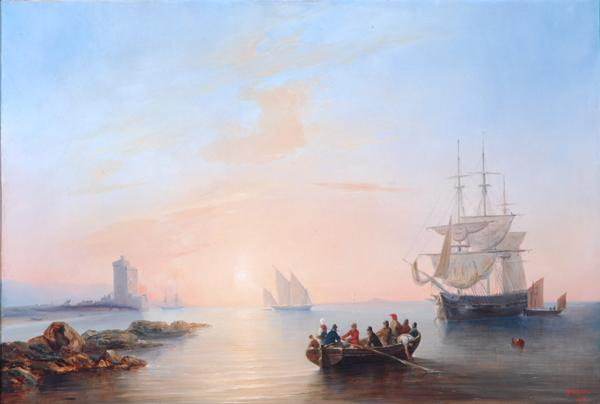
Lever de soleil sur la mer (Bowes Museum, Barnard Castle)
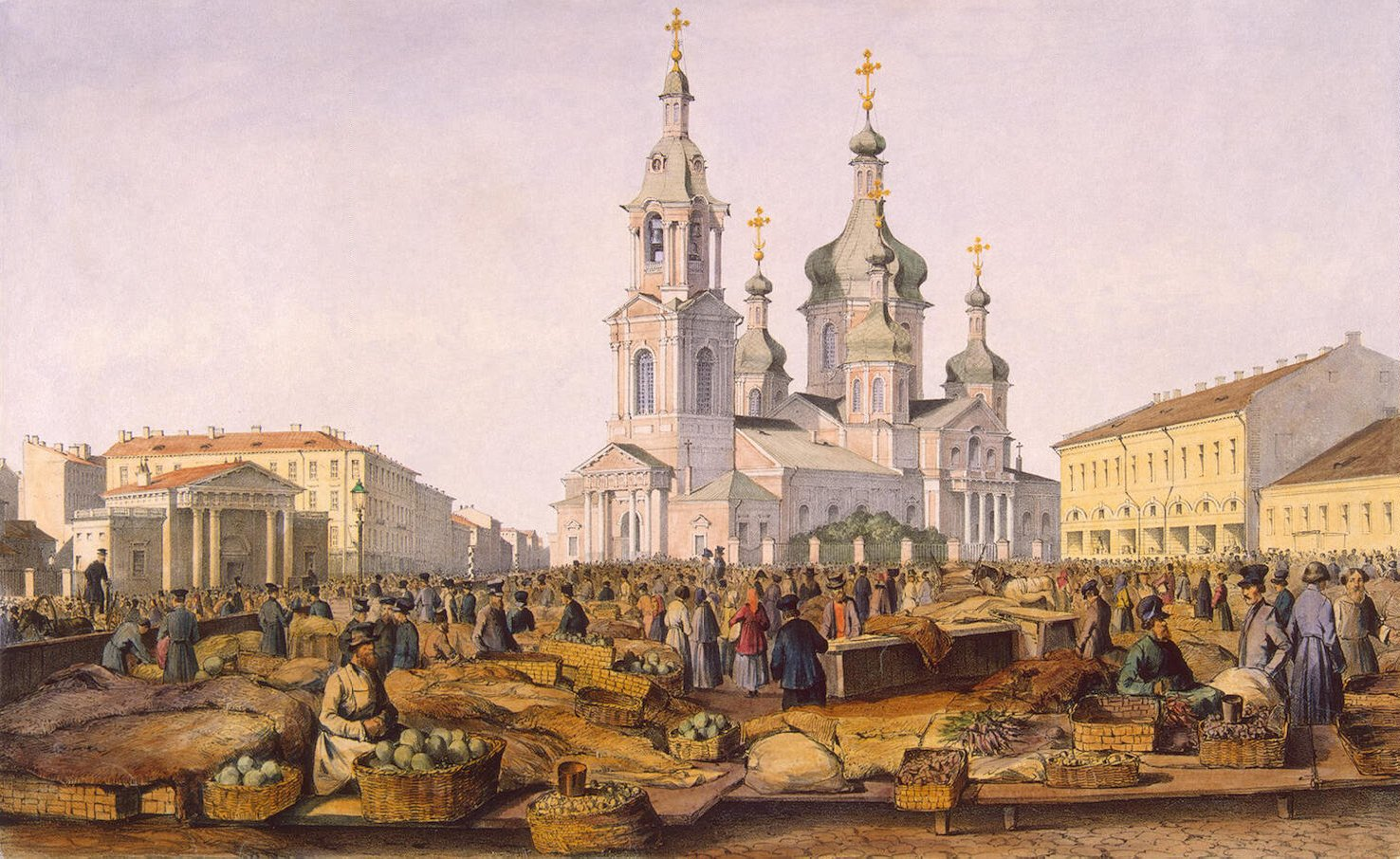
Erlöser-Kirche (Mariä-Himmelfahrt-Kirche) auf der Sennaja Ploschtschad, St. Petersburg
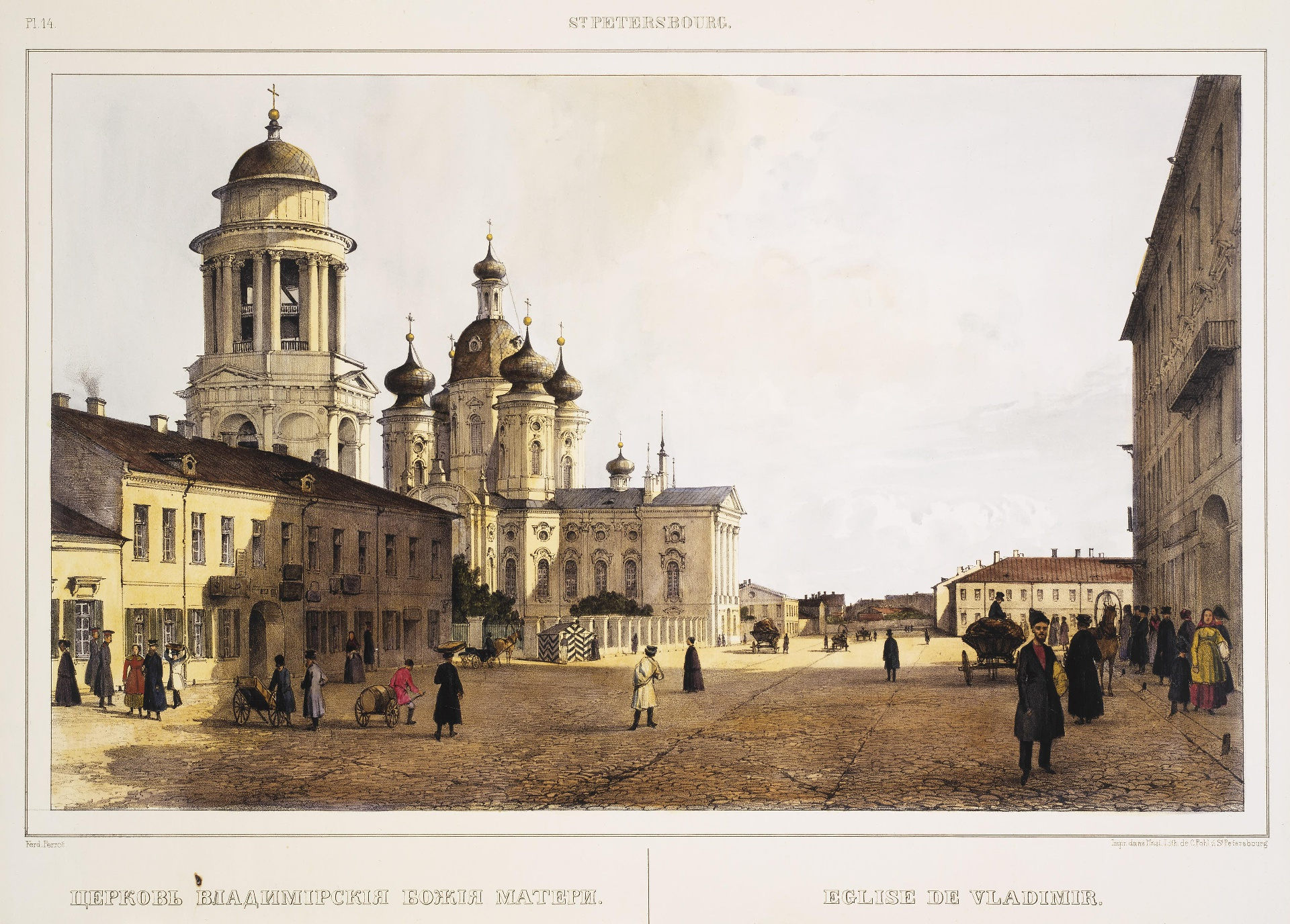
Wladimir-Kathedrale, St. Petersburg
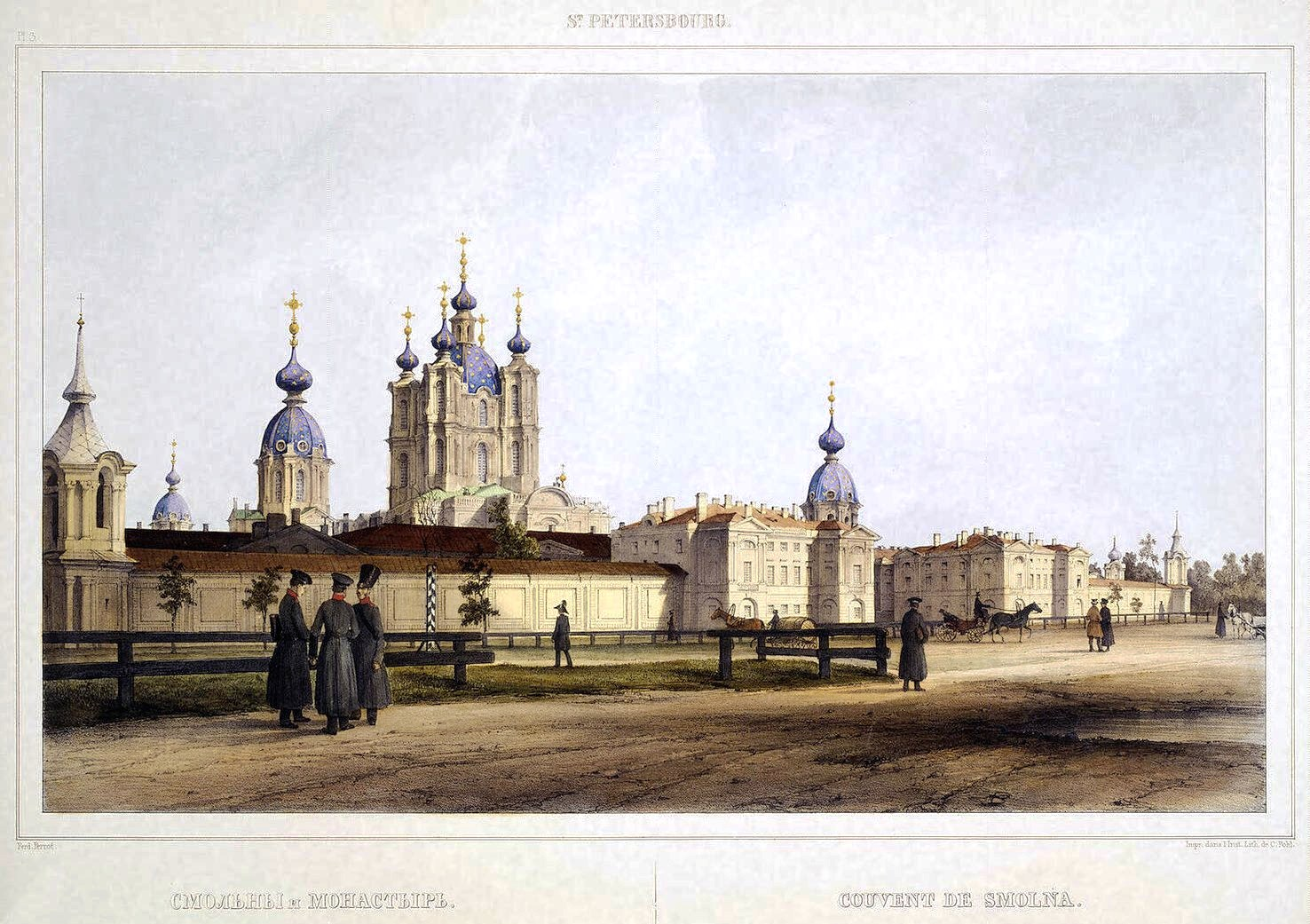
Smolny-Kloster, St. Petersburg
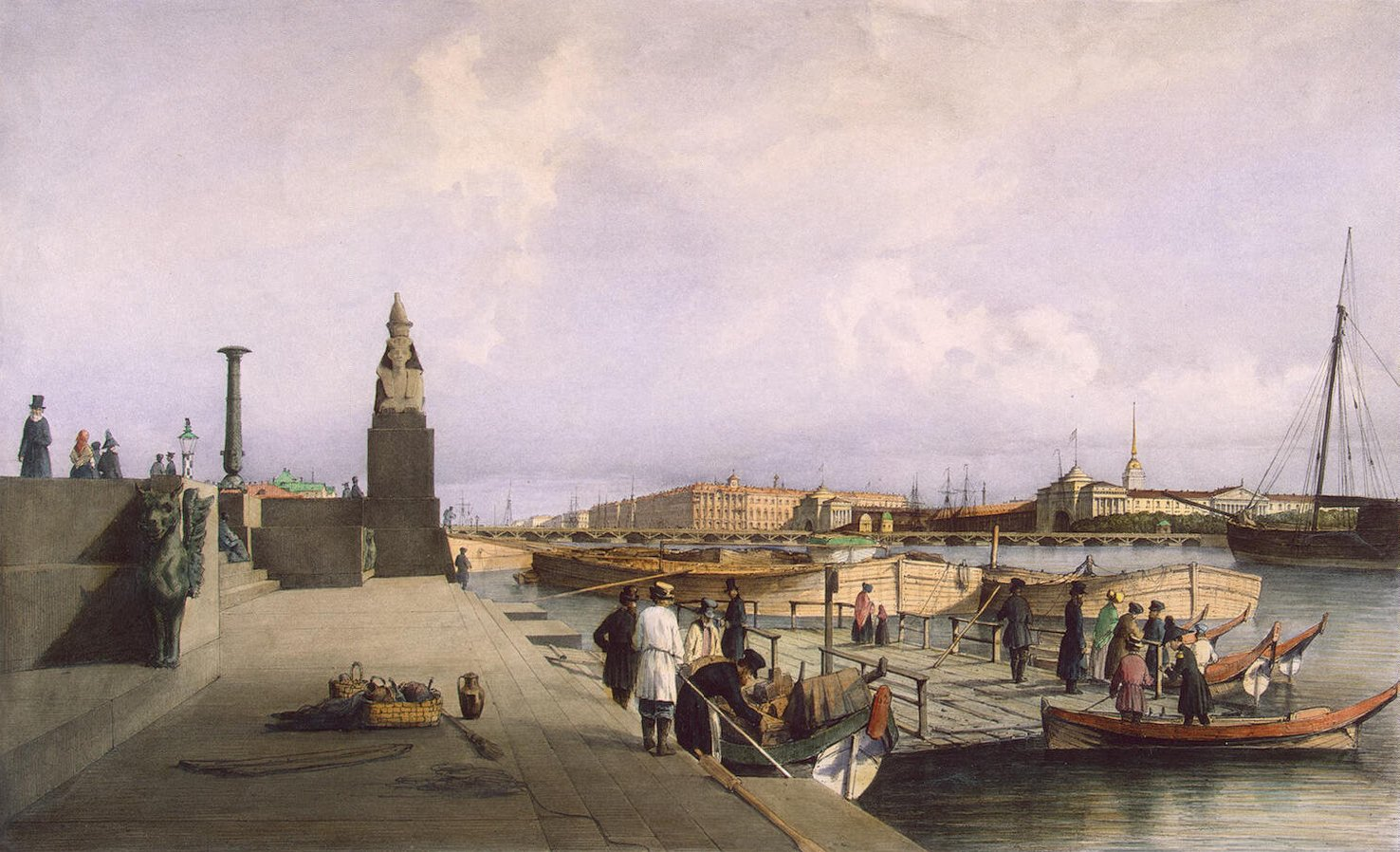
Kunstakademie, St. Petersburg